# Aristida venustula
Aristida venustula är en gräsart som beskrevs av José Arechavaleta. Aristida venustula ingår i släktet Aristida och familjen gräs. Inga underarter finns listade i Catalogue of Life.